# Jeunes des collines
« Jeunes des collines » (en hébreu : נוער הגבעות, « Noar Ha Gvaot ») est un mouvement de jeunes colons israéliens radicaux s'établissant illégalement dans des territoires palestiniens de la Cisjordanie. Le groupe obéit à une idéologie proche du kahanisme, selon laquelle les Palestiniens « violent la Terre Sainte » et doivent en être expulsés. La plupart des membres du groupe ont moins de 30 ans et leur objectif consiste en l'établissement de tout petits avant-postes illégaux destinés à occuper le terrain et à le préparer en vue de l'implantation d'une colonie plus importante par la suite. Ils ont régulièrement recours à des actions violentes contre la population palestinienne, parmi lesquelles des jets de pierre et des destructions de champs agricoles. Les colons israéliens ont utilisé ces avant-postes pour s'emparer d'au moins 786 000 dounams [78 600 hectares] de terres, soit environ 14 % de la superficie de la Cisjordanie.
Le mouvement fait parler de lui après le meurtre en 2015 d'une famille palestinienne, dont un nourrisson.

## Origine

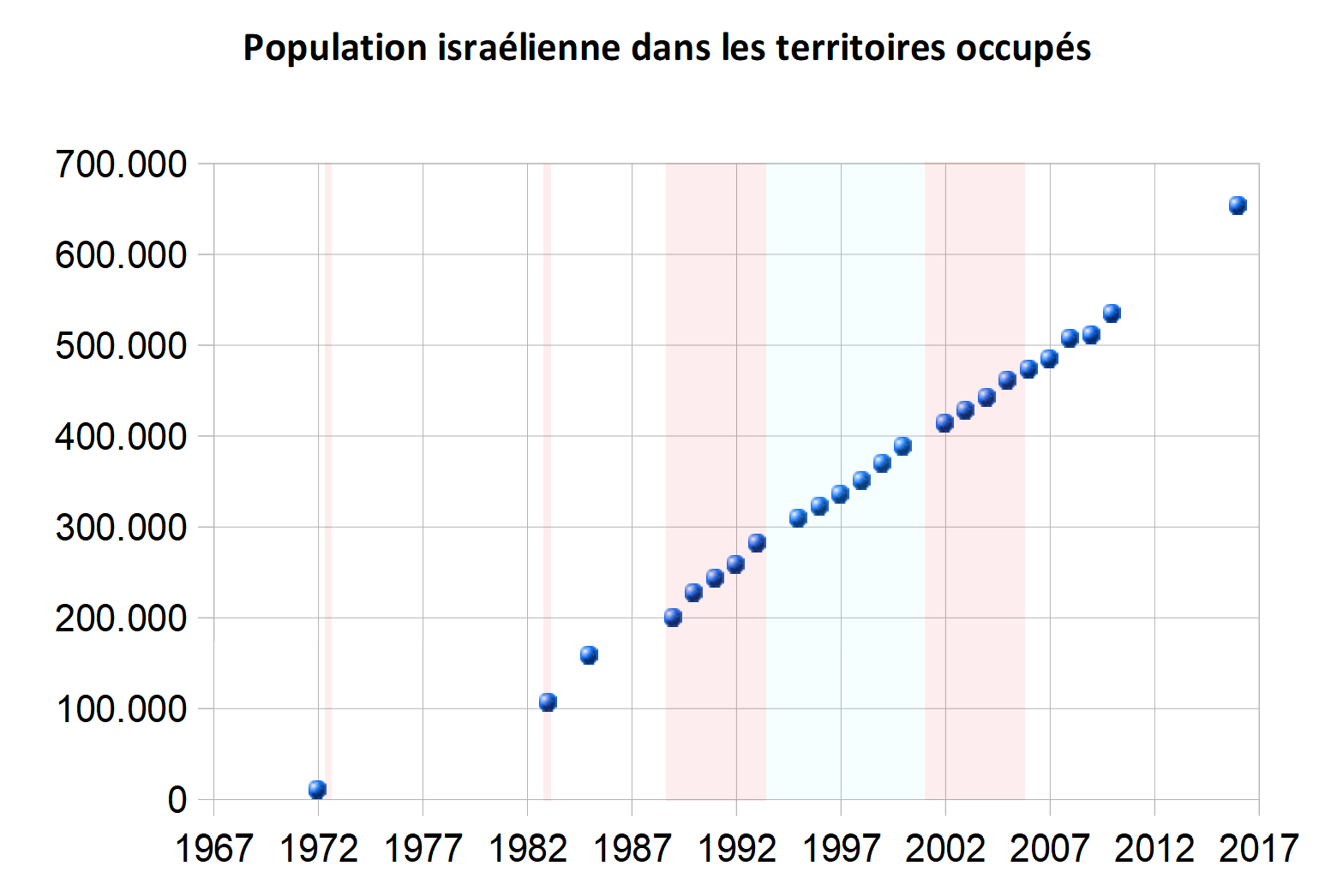
Evolution du nombre d'israéliens résidant dans des colonies en Cisjordanie.

Le 16 novembre 1998, dans une déclaration destinée à contrecarrer les pourparlers de paix, et en particulier la mise en œuvre des accords de Wye Plantation de son rival politique Benjamin Netanyahu avec l'Autorité palestinienne, le ministre israélien de la Défense de l'époque, Ariel Sharon exhorte les jeunes colons à « s'emparer des collines », ajoutant :

« Tous ceux qui sont là-bas devraient bouger, courir, s'emparer de plus de collines, étendre le territoire. Tout ce qui est saisi sera entre nos mains. Tout ce que nous ne saisirons pas sera entre leurs mains. »

Par la suite, les avant-postes prolifèrent dans une pratique souvent appelée « creating facts on the ground » (créer les faits sur le terrain) mais beaucoup se sentiront plus tard trahis par Sharon lorsque la barrière israélienne de Cisjordanie qu'il conçoit en 2005 isole de nombreuses colonies illégales de l'« Israël élargi » que Sharon envisage à l'époque.

## Description
Les Jeunes des collines sont un « groupe vaguement organisé et aux idées anarchiques », composé de plusieurs centaines de jeunes autour d'un noyau dur de dizaines de militants violents souvent connus pour avoir établi des avant-postes illégaux ou contestés en dehors des colonies existantes,. Selon Danny Rubinstein, ils sont constitués en milices. Leur nombre en 2009 est estimé à environ 800, avec environ 5 000 autres partageant leur vision idéologique.
Ils se dissocient des institutions israéliennes et s'identifient à la Terre d'Israël,, s'installant au sommet des collines dans des zones densément peuplées de Palestiniens. Des membres du groupe se livrent à des actes de violences, dont le vandalisme d'écoles palestiniennes et de mosquées, le vol de moutons de troupeaux palestiniens, l'extirpation de leurs oliveraies, ou le vol de leurs récoltes d'olives,,. Cette dernière pratique a été approuvée par le rabbin Mordechai Eliyahu lors d'une visite à l'avant-poste de Havat Gilad, où il a rendu une décision rabbinique selon laquelle « le sol sur lequel les arbres sont plantés est l'héritage du peuple juif et le fruit des plantations ont été semées par les goyim dans des terres qui ne sont pas les leurs. » 
En pratique, les jeunes des collines s'emparent de la terre sans aucune méthode officielle, en installant simplement un campement puis en revendiquant la terre à proximité, qu'elle soit ou non cultivée par les Palestiniens. Il arrive qu'ils déracinent les arbres palestiniens et tirent en l'air si un Palestinien s'approche du nouvel avant-poste.
Le mouvement revendique la théorie du « prix à payer », élaborée par des fondamentalistes juifs, pour justifier ses actions violentes : un « droit à la vengeance » contre les Palestiniens en raison de leurs refus de la colonisation.
Il gagne en influence pendant la guerre de Gaza, regroupant un noyau dur de plusieurs centaines de militants et se livrant à des attaques de plus en plus violentes contre les Palestiniens, y compris des meurtres. Entre octobre 2023 et juillet 2025, près d'un millier de Palestiniens ont été tués en Cisjordanie par des soldats ou des colons israéliens.

## Réaction gouvernementale
Fin juin 2025, des Jeunes des collines s'en prennent à un poste de police israélien dans lequel cinq membres du mouvement avaient été brièvement mis en garde à vue à la suite de l'attaque meurtrière lancée le 25 juin contre le village palestinien de Kafr Malik, en Cisjordanie; ils mettent le feu à la façade. Plus tard, dans la nuit du 29 au 30 juin, les mêmes membres du mouvement ont jeté des gaz lacrymogènes contre la base militaire régionale de Benyamin, et lacéré les pneus des véhicules de la base.
Ces actions ont amené le gouvernement israélien à dénoncer des violences « inacceptables ». Les violences des Jeunes des collines contre des villages palestiniens, qui conduisent régulièrement à des meurtres, ne sont en revanche jamais condamnées par le gouvernement. L’immunité dont bénéficient les Jeunes des collines s’accompagne d’un soutien du mouvement des colons, de l’extrême droite et d'une partie du Likoud, le parti de Benyamin Nétanyahou.

## Sanctions internationales
En 2024, à la suite de la recrudescence des attaques de colons, l'Union européenne a imposé aux Jeunes des collines ainsi qu'aux groupes Lehava qui leur sont liés un gel de leurs avoirs et une interdiction de visa, les déclarant organisations extrémistes.